# Tricalysia lejolyana
Espèce
Statut de conservation UICN

 EN D : En danger
Tricalysia lejolyana Sonké & Cheek est une espèce de plantes de la famille des Rubiaceae. C'est une plante endémique du Cameroun. Son habitat naturel est dans les forêts tropicales ou subtropicales de basse altitude. Elle est menacée par la perte de son habitat.
Son épithète spécifique lejolyana rend hommage au botaniste belge Jean Lejoly.

## Description
Elle possède des larges fleurs et des gros fruits de couleur orange-rouge. Elle est très localisée à l'est de Nguti dans le Sanctuaire de faune sauvage de Banyang-Mbo, dans la région du Sud-Ouest du Cameroun. La plante Tricalysia lejolyana est classée depuis 2004 sur la liste rouge de l'UICN des espèces menacées d'extinction.